# Paolo Benedetto Bellinzani
Paolo Benedetto Bellinzani (Mantova o Ferrara, 1682 – Recanati, 26 febbraio 1757) è stato un compositore italiano.

## Biografia
Non si conosce con esattezza il luogo in cui nacque: i documenti d'archivio di Udine e Recanati indicano Mantova, mentre nella Serie cronologica de' principi dell'Accademia de' filarmonici di Bologna viene indicata Ferrara. Pur in assenza di documenti risolutivi, tra le due ipotesi è da ritenere più probabile quella che indica Mantova come luogo di nascita. Va osservato che il cognome Bellinzani è attestato in questa città già nel XVII secolo: si conoscono un Francesco Bellinzani, mantovano, attivo alla corte francese come stretto collaboratore del primo ministro Colbert, in ruoli di altà responsabilità, morto nel 1684, e il fratello di questo, il benedettino Simeone Bellinzani, abate di S. Benedetto in Polirone nel Mantovano.

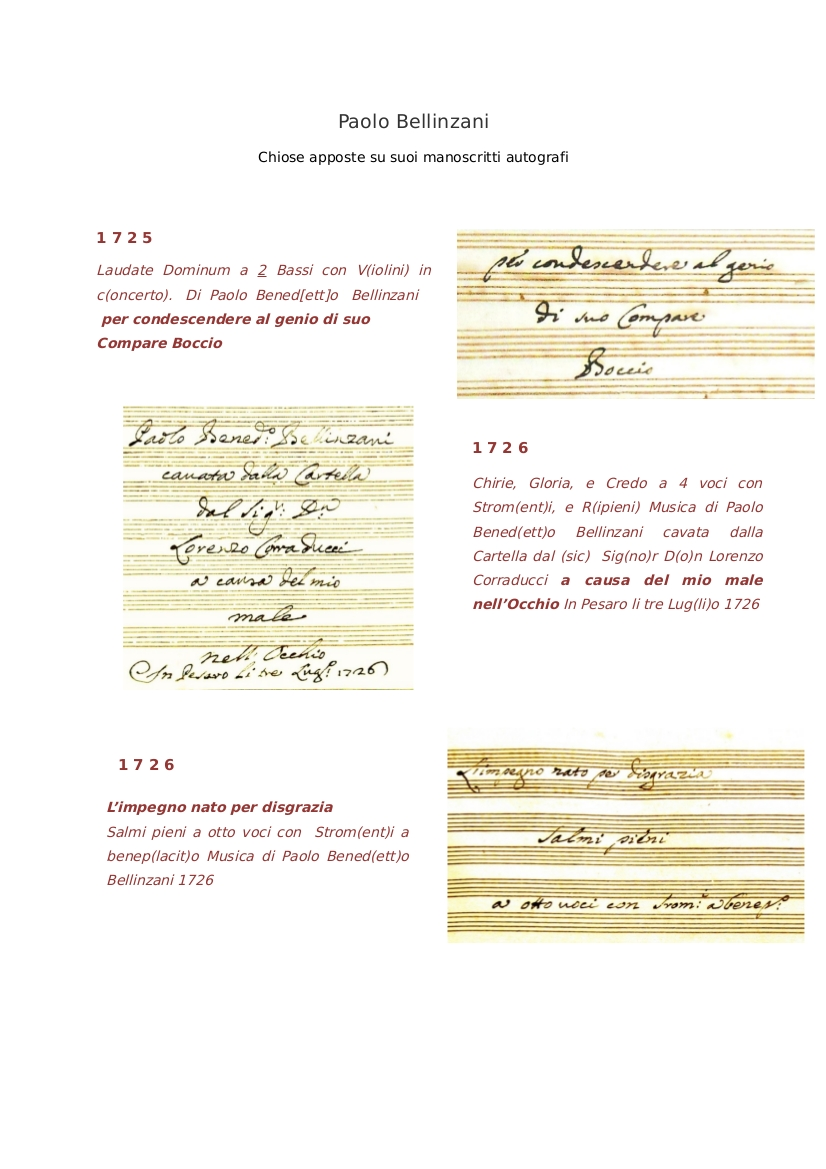
Manoscritti autografi

Nulla si sa sui primi anni della sua vita e sugli studi compiuti. Visse a Verona fino al 15 aprile 1715, quando venne eletto maestro di cappella della cattedrale di Udine. Non soddisfatto dello stipendio percepito, nel 1717 partecipò al concorso per il posto di maestro di cappella a S. Maria Maggiore a Bergamo, ma non ebbe successo. 
Durante il periodo trascorso nella città friulana pubblicò le prime tre opere a stampa: le Missae quatuor vocibus concinendae, op. 1, dedicate al patriarca di Aquileia Dionisio Delfino, i Salmi brevi per tutto l'anno a otto voci, op. 2 (Bologna, 1718), dedicati agli Deputati della città di Udine, in cui si qualifica «censore de' signori accademici Risorti di Ferrara», e le Sonate a flauto solo con cembalo o violoncello, op. 3 (Venezia, 1720), dedicate a Jacopo Tessarini e Francesco Bertoli.
Il 13 settembre 1721 si dimise dalla carica nella cattedrale di Udine per assumere il posto di maestro di cappella nella chiesa di S. Nicolò a Fabriano, che dovette, tuttavia, tenere per breve tempo. Nel 1723 occupava infatti la stessa carica a Pergola, come si ricava dal frontespizio del suo oratorio Ester. Il 3 gennaio 1724 venne chiamato come maestro di cappella della cattedrale di Pesaro. Nel 1727 fu ammesso nell'Accademia filarmonica di Bologna, nella classe dei compositori. Nel 1730 venne nominato maestro di cappella del duomo di Urbino, rimanendovi quattro anni. Il 5 agosto 1734 assunse la stessa carica nel duomo di Fano; tuttavia, l'anno successivo accettò analogo posto, ma ben più remunerato, al duomo di Orvieto. Infine nel 1737, si stabilì a Recanati, dove per trent'anni ricoprì la carica di primo cantore, con funzioni di maestro di cappella del duomo. In questa città morì il 26 febbraio 1757.
Testimoniano della sua reputazione come autore di musica sacra i numerosi manoscritti delle sue composizioni da chiesa conservate nell'Archivio capitolare del duomo di Pesaro, e in altri archivi e biblioteche italiane ed europee, in molti casi copiate ancora nel XIX secolo. Esse comprendono messe, salmi, inni, antifone e mottetti per gli organici più diversi, in stile a cappella, pieno, concertato con o senza strumenti.
Il nipote Antonio Francesco Bellinzani (1714-1783) fu compositore e maestro di cappella, attivo in vari centri delle Marche, ma principalmente a Pesaro.

## Opere

### Musica sacra stampata
- Missae quatuor vocibus concinendae cum basso pro organo ad libitum, dedicate all'Illustrissimo e Reverendissimo Patriarca di Aquileia, Dionisio Delfino. Op. 1, Bologna, Antonio Silvani, 1717
- Salmi brevi per tutto l'anno a otto voci pieni con violini a beneplacito, dedicati agl'illustrissimi Signori… Deputati della Città di Udine, op. 2, Bologna, Antonio Silvani, 1718
- Offertori a due voci per tutte le feste solenni dell'anno, dedicati all'Eminentissimo e Reverendissimo Principe il Sig. Cardinale Annibale Albani Camerlingo di Santa Chiesa, op. 4, Pesaro, N. Gavelli, 1726

### Musica sacra manoscritta
- Messe
- Salmi
- Inni
- Antifone
- Mottetti

### Oratori
- Ester, poesia dell'arcade Neralco Castrimenio (Giuseppe Maria Ercolani di Senigallia) (Ancona, 1723, e Pesaro, 1727)
- Abigaile, poesia dell'arcade Neralco Castrimenio (Giuseppe Maria Ercolani di Senigallia)(Urbino, 1730)

### Musica per organo
- Intavolatura di centoquarantaquattro versetti di varia registratura, divisi ne' dodeci tuoni più frequentati dal coro (1728) (manoscritto, Pesaro, Archivio capitolare del Duomo)

### Musica profana stampata
- Duetti da camera, dedicati all'Eminentissimo e Reverendissimo Principe il Sig. Cardinale Cornelio Bentivoglio d'Aragona legato degnissimo della Romagna, op. 5, Pesaro, N. Gavelli, 1726
- Madrigali a due, a tre, quattro e cinque voci, op. 6, dedicati all'Illustrissimo ed Eccellentissimo Francesco Antonio, Conte di Rottal, Pesaro, N. Gavelli, 1733

### Musica strumentale stampata
- Sonate a flauto solo con cembalo, o violoncello, dedicate agl'illustrissimi Signori Jacopo Tessarini e Francesco Bertoli, op. 3, Venezia,  Antonio Bortoli, 1720

### Opere teoriche
- Lettera di D. Paolo Benedetto Bellinzani maestro di cappella della Metropolitana d'Urbino al Signor D. Angelo Maria Carosi maestro di cappella di Sinigaglia, ove dimostra il buon effetto degli unisoni introdotti al suo tempo e da lui praticati nelle sue musiche composizioni, giustificandone l'uso ove con riservatezza e con giudizio sia posto in opera (Bologna, Museo Internazionale e Biblioteca della Musica, F.11), poi pubblicata a stampa col titolo Lettera del signor d. Angelo Maria Carosi maestro di cappella di Sinigaglia al signor d. Paolo Benedetto Bellinzani maestro di cappella della metropolitana di urbino e risposta del signor Bellinzani al signor Carosi, Pesaro, N. Gavelli, s.d. (1733-34)

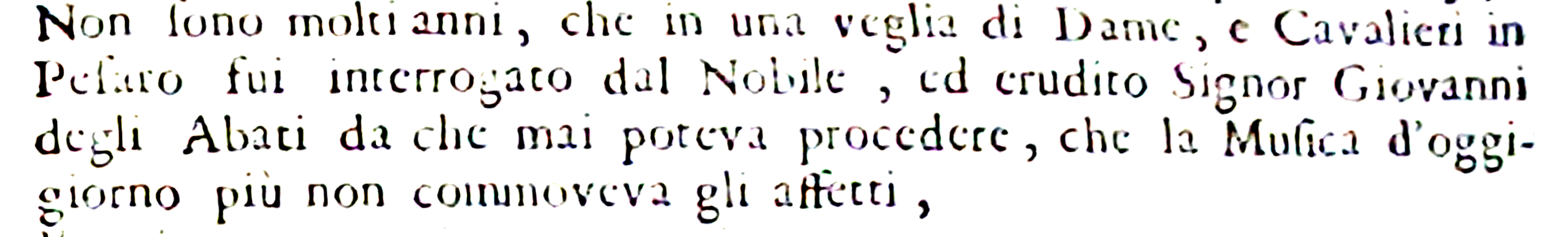
Veglia di dame e cavalieri

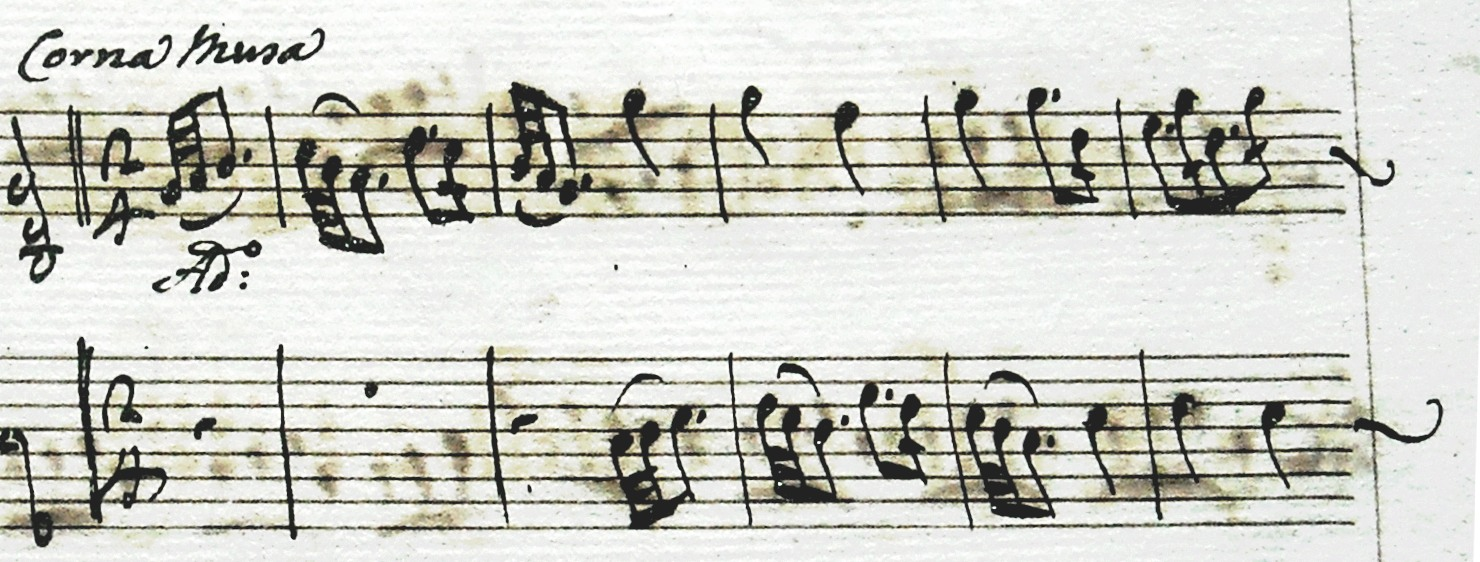
Intavolatura di 144 Versetti di varia registratura, Maggio 1728

## Opere
| 1717    | Missae quatuor vocibus concinendae cum basso pro organo ad libitum, dedicate all'Illustrissimo e Reverendissimo Patriarca di Aquileia, Dionisio Delfino. Opus I, Bologna, Antonio Silvani                                                                       |
| 1718    | Salmi brevi per tutto l'anno a otto voci pieni con violini à beneplacito, dedicati agl'illustrissimi Signori…Deputati della Città di Udine. Opera II, Bologna, Antonio Silvani                                                                                  |
| 1720    | Sonate a flauto solo con cembalo, o violoncello, dedicate agl'illustrissimi Signori Jacopo Tessarini e Francesco Bertoli. Opera III, Venezia, Antonio Bortoli                                                                                                   |
| 1723    | Ester, Oratorio su poesia dell'arcade Neralco da Senigallia |
| 1726    | Offertorj a due voci per tutte le feste solenni dell'anno, dedicati all'Eminentissimo e Reverendissimo Principe il Sig. Cardinale Annibale Albani Camerlingo di Santa Chiesa, Opera IV, Pesaro, Stamperia Gavelli                                               |
| 1726    | Duetti da Camera, dedicati all'Eminentissimo e Reverendissimo Principe il Sig. Cardinale Corneli Bentivoglio d'Aragona legato degnissimo della Romagna. Opera V, Pesaro, Stamperia Gavelli                                                                      |
| 1730    | Abigaille, ”Oratorio a quattro coi stromenti da cantarsi per la Festa di S. Cecilia che solennizzano i musici della Metropolitana di Urbino nell'anno 1730…” Pesaro, Stamperia Gavelli                                                                          |
| 1733    | Madrigali a due, a tre, quattro, e cinque voci, All'Illustrissimo ed Eccellentissimo Francesco Antonio, Conte di Rottal… Opus VI, Pesaro, Stamperia Gavelli |
| 1733/34 | LETTERA DEL SIGNOR D. ANGELO MARIA CAROSI maestro di Cappella di Sinigaglia AL SIGNOR D. PAOLO BENEDETTO BELLINZANI Maestro di Cappella della Metropolitana di Urbino e RISPOSTA DEL SIGNOR BELLINZANI AL SIGNOR CAROSI. Senza data , Pesaro, Stamperia Gavelli |

## Chiose su autografi
| | 1 7 2 6 Chirie, Gloria, e Credo a 4 voci con Strom(ent)i, e R(ipieni) Musica di Paolo Bened(ett)o Bellinzani cavata dalla Cartella dal (sic) Sig(no)r D(o)n Lorenzo Corraducci a causa del mio male nell'Occhio In Pesaro li tre Lug(li)o 1726 |
| 1 7 3 2 Opposita iuxta se posita, magis elucescunt. Licet aliquando insanire. Chirie, Gloria, e Credo concertato a 4 voci con V(iolini), Rip(ien)i, e Viola a beneplacito Musica di Paolo Bened(ett)o Bellinzani | |
| | 1 7 3 7 1737 Il povero importuno, vince l'avaro. Messa per li defonti à quatro voci da Capella composta da me Paolo Bened(ett)o Bellinzani per le reiterate istanze fatte dal Sig(no)r Fr(a)n(ces)co Brunori Tempestino, ò per meglio dire Tempestone celeberrimo.                                                                                     |
| 1 7 4 3 Citharizare me t(a)edet Laudate pueri a 2 voci Alto, e Tenore con Violini obbligati, e Viola a beneplacio. Musica del Bellinzani senior                                                                  | |
| | 1 7 4 4 Responsorj, Benedictus, Christus, e Misere (sic) per tutti e tre li Mattuttini delle tenebre, il tutto esposto alla Breve a quattro voci da Paolo Benedetto Bellinzani Accademico Filarmonico di Bologna, ormai infastidito dalla Musica, non solo riguardo alla sua avvanzata età, ma molto più per la molta trascuraggine dè moderni Cantori |
| 1 7 5 4 Introito a 4 voci con Violini per la Festa di S(an) Vito, e Compagni Musica del paralitico destro Paolo Benedetto Bellinzani                                                                             | |